# Jacqueline Stieger
Jacqueline Stieger (* 26. Januar 1936 in Wimbledon, London) ist eine englische Bildhauerin, Malerin, Goldschmiedin und Kunstlehrerin.  

## Leben und Werk
Jacqueline Stieger ist eine Tochter des aus Zürich stammenden Luftfahrtingenieurs Helmut John Stieger (1902–1989). Dieser gründete u. a. 1929 die Firma «Mono-Spar Company Ltd». 1931 entstand daraus die General Aircraft Limited (GAL).

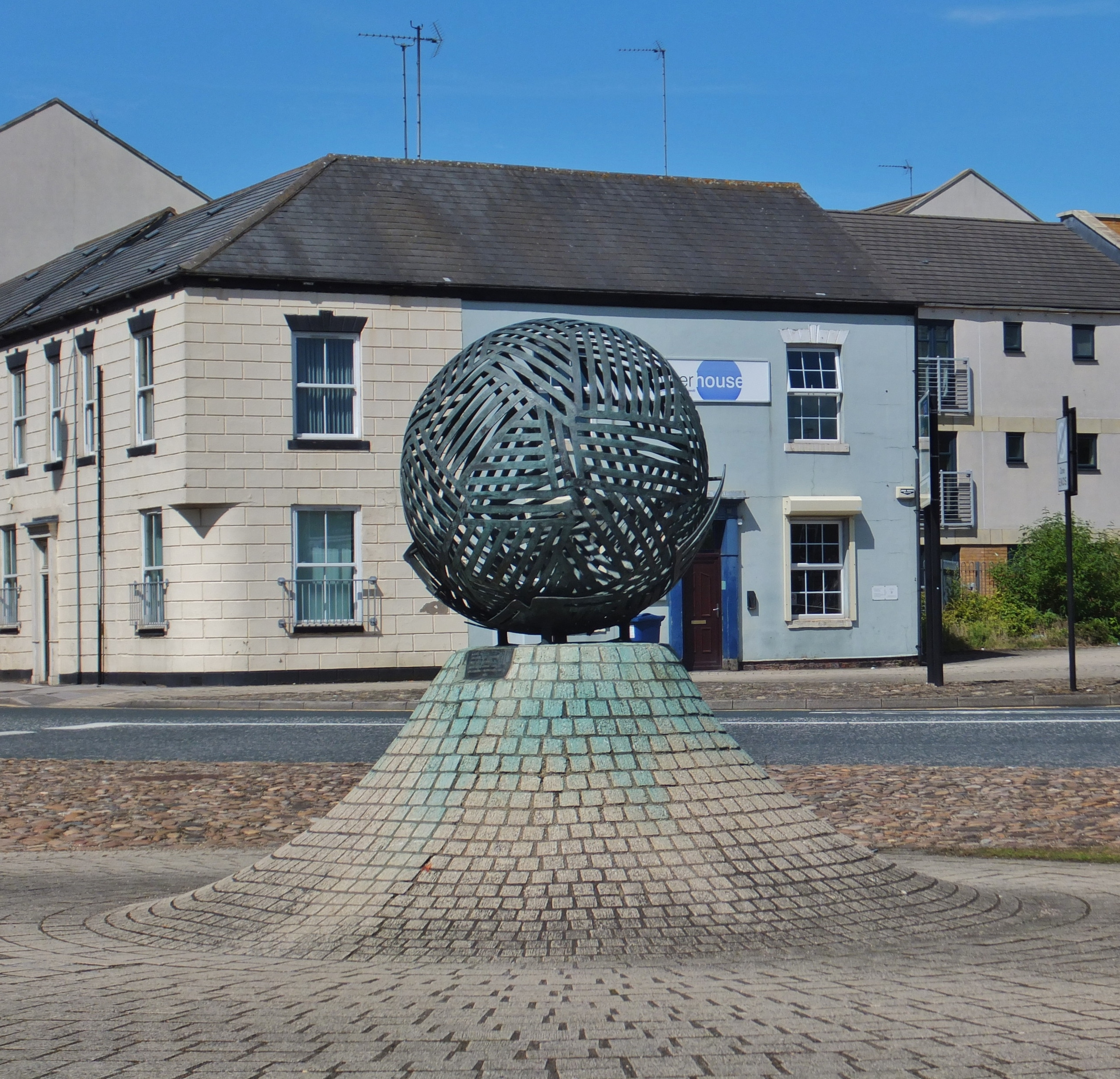
Skulptur in Kingston upon Hull

Jacqueline Stieger studierte von 1954 bis 1959 Malerei am Edinburgh College of Art (ECA). Ihre Lehrer waren William Mac Taggart, William Gillies, John Maxwell und James Cumming. 
In der Schweiz lernte sie 1962 den Bildhauer Alfred Gruber kennen, der sie in die Grundlagen der Bildhauerei einführte. 1965 hatte sie ihre erste Einzelausstellung in der der Galerie Riehentor von Trudi Bruckner in Basel. 1966 heiratete sie Alfred Gruber, der seine drei Kinder mit in die Ehe brachte. Die Familie lebte in Dittingen und pflegte freundschaftlichen Kontakt zu Owsky Kobalt.
1969 zog die Familie nach London und überließ ihr Haus und Atelier dem aus der Tschechoslowakei emigrierten Maler und Grafiker Čeněk Pražák (1914–1996). In Welton gründete das Künstlerehepaar eine gemeinsame Giesserei und schuf nebst Skulpturen sogenannte «Mikroskulpturen».
Jacqueline Stieger entwarf ab 1973 künstlerische Medaillen. Neben ihrer eigenen künstlerischen Arbeit unterrichtete sie von 1976 bis 1988 Zeichnen an School of Architecture in Kingston upon Hull. 
Ihre Werke stellte sie in zahlreichen Gruppen- und Einzelausstellungen im In- und Ausland aus. Zudem befinden sie sich in den Sammlungen des British Museum, der Goldsmiths’ Hall, der Leeds Art Gallery, der Ferens Art Gallery in Hull und in der Beverley Art Gallery.
Jacqueline Stieger wurde 1986 in die Royal Academy of Arts aufgenommen. Zudem ist sie Ehrenmitglied der Worshipful Company of Goldsmiths, der Goldsmiths’ Hall und des British Museum.